# یواس‌اس ریدل (دی‌ئی-۱۸۵)
یواس‌اس ریدل (دی‌ئی-۱۸۵) (به انگلیسی: USS Riddle (DE-185)) یک کشتی بود که طول آن ۳۰۶ فوت (۹۳ متر) بود. این کشتی در سال ۱۹۴۳ ساخته شد.